# Etmopterus sculptus
Etmopterus sculptus (лат.) — недавно открытый и малоизученный вид рода чёрных колючих акул семейства лат. Etmopteridae отряда катранообразных. Обитает в Атлантическом океане на глубинах до 900 м. Максимальный зарегистрированный размер 51,5 см (самка). Тело коренастое. У основания обоих спинных плавников имеются шипы. Анальный плавник отсутствует. Коммерческой ценности не имеет.

## Таксономия
Впервые вид был описан в 2011 году. Голотип — самец длиной 44,2 см, пойманный в ходе глубоководного траления, проводимого во время мезопелагической исследовательской экспедиции у побережья Южной Африки (33° 22,9' ю. ш. и 17° 29,1' в. д.) на глубине 552 м. Паратипы: половозрелая самка длиной 49,8 см, самец и самка длиной 43,5 и 50,1 см соответственно и самки длиной 47,4 и 49,5 см, пойманные там же и тогда же. Видовое название происходит от слова лат. sculpere — «высеченный» и связано с тем, что тело этой акулы покрыто чешуёй характерной формы, придающей ей грубый, как бы высеченный из камня вид.

## Ареал
Etmopterus sculptus распространены в юго-восточной части Атлантического океана у берегов Намибии и южного Мозамбика. Эти акулы встречаются у дна и в верхней части континентального склона на глубинах от 450 до 900.

## Описание
Максимальный зарегистрированный размер самок составляет 51,5 см, а самцов — 44,2 см. Тело коренастое с длинной головой и коническим рылом. Верхние зубы с тремя зубцами. Нижние зубы с одним остриём имеют форму лезвия. Крупные овальные глаза вытянуты по горизонтали. Позади глаз имеются крошечные брызгальца. Ноздри размещены на кончике рыла. У основания обоих спинных плавников расположены шипы. Второй спинной плавник и шип крупнее первых. Грудные плавники маленькие и закруглённые. Верхняя лопасть хвостового плавника удлинена. Кожа покрыта характерными плакоидными чешуйками, которые не перекрывают друг друга и придают акуле грубый, как бы высеченный из камня вид, отличающий её от прочих представителей рода Etmopterus. Кроме того, нижняя часть головы покрыта крупными дермальными зубчиками.

## Биология
Эти акулы питаются в основном живущими в толще воды костистыми рыбами, а также кальмарами, осьминогами и офиурами. Особи размером свыше 40 см являются половозрелыми.

## Взаимодействие с человеком
Вид не имеет коммерческой ценности. Статус сохранности пока не присвоен.